# Željeznička pruga Bjelovar – Garešnica/Grubišno Polje
Željeznička pruga Bjelovar – Garešnica/Grubišno Polje je lokalna željeznička pruga, koja je ukinuta 1968. godine. Prva dionica pruge od Bjelovara do Velike Pisanice otvorena je krajem 1912. godine, a posljednja dionica Pavlovac/Dražica – Grubišno Polje u lipnju 1913. godine.
Željeznička pruga Križevci – Bjelovar – Kloštar sagrađena je od 1894. do 1900. godine. Pokazala se isplativom pa se razmišljalo o novoj prugi, koja bi povezivala Bjelovar s Garešnicom i Grubišnim Poljem. 
Od 12. do 15. ožujka 1912. godine buduće gradilište pruge obišlo je političko izaslanstvo: predstavnik ministarstva trgovine Vladimir Ehrenhöfer, predstavnik hrvatske vlade Julio pl. Stanisavljević, predstavnik koncesionara Lavoslav Singer i član ravnateljstva ing. Imre. Pl. Toszeghy. Izdane su građevinska dozvola i koncesija. Radovi su počeli 16. ožujka 1912. godine. Mještani sela, gdje je trebala prolaziti pruga, ometali su radove, jer je trasa željezničke pruge presijecala oranice. Tada nije bilo traktora, poljoprivredni radovi obavljali su se uz pomoć konja, koji su se plašili bučnih parnih lokomotiva, što je bio dodatni razlog za protivljenje mještana. Kada je predstavnik koncesionara zaprijetio, da će doći vojska te da će vojnici biti na trošku mještana, pobuna je prestala i radovi su tekli normalno. Dionica od Bjelovara do Velike Pisanice otvorena je 21. prosinca 1912. godine, dionica od Velike Pisanice do Garešnice 11. lipnja 1913. godine, a odvojak od Pavlovca/Dražice do Grubišnog Polja istoga datuma. Grubišno Polje bilo je slijepo crijevo do 27. srpnja 1950. godine, kada je puštena u promet dionica Grubišno Polje – Bastaji. 
Trasa pruge pratila je konfiguraciju terena, radi uštede u izradi, stoga je vijugala. U početku su vozile parne lokomotive (JŽ 51+ niz od tri brojke). Takva lokomotiva postavljena je na željezničkom kolodvoru u Bjelovaru i u Lovrakovom centru u Velikom Grđevcu. Vagoni su bili metalni ili drveni obloženi limom. Ranih šezdesetih godina, parne lokomotive zamijenili su šinobusi (njem. Schienenbus) HŽ serija 7221, dieselmotorni vlakovi proizvedeni u tvornici Goša iz Smederevske Palanke. 
Vlakovi su prometovali triput dnevno, a od pedesetih godina dvaput dnevno. Prevozili su putnike i teretnu robu (poljoprivredne proizvode, drvo). Željeznica je bila glavno prometno sredstvo, jer nije bilo asfaltiranih cesta. Odigrala je veliku ulogu u školovanju djece i mladih s toga područja. Na pojedinim postajama bilo je više kolosijeka. Tako je su npr. u Velikoj Pisanici bila tri kolosjeka, a u Galovcu dva. Na većim postajama postojala su skladišta i ugostiteljski objekti. Predstavnik koncesionara Lavoslav Singer rođen je u Bulincu, koji je na trasi pruge. Njegovom zaslugom u Bulincu je bilo stajalište. 
Pruga je ukinuta za putnički promet 1968. godine, zbog neisplativosti. Tada je već razvijen cestovni promet.

## Kolodvori i stajališta

### Bjelovar – Garešnica
Bjelovar

Pruga Križevci – Bjelovar – Kloštar

 Galovac 

 Kokinac 

 Severin 

 Bulinac 

 Velika Pisanica 

 Veliki Grđevac 

 Česma 

 Pavlovac–Dražica

 odvojak za Grubišno Polje 

 Ladislav 

 Hercegovac–Trnovitica

 Palešnik 

 Zdenčac 

 Garešnički Brestovac

 Garešnica 

 (teretni prijevoz)

 Pruga Banova Jaruga – Daruvar – Pčelić

 Pruga Dugo Selo – Novska

 Banova Jaruga

### Odvojak za Grubišno Polje
Pavlovac–Dražica

 Pruga Bjelovar – Garešnica

 Pavlovac–Ladislav

 Veliki Zdenci

 Grubišno Polje

 Rašenica

 Ivanovo Selo

 Pruga Pčelić – Daruvar – Banova Jaruga

 Bastaji (Maslenjača) 